# Batalha de Palestro
A batalha de Palestro foi um episódio bélico da segunda guerra de independência. Fuoi combatida em 31 de maio de 1859 em Palestro e foi precedida por um conflito menor no dia anterior.
Depois da Batalha de Montebello (20 de maio de 1859), o plano dos aliados franco-piemonteses era ir até Novara e depois para a capital da Lombardia, Milão. Parte do exército sardo-piemontês avançou até Robbio para cobrir o flanco direito das forças aliadas que marchavam.

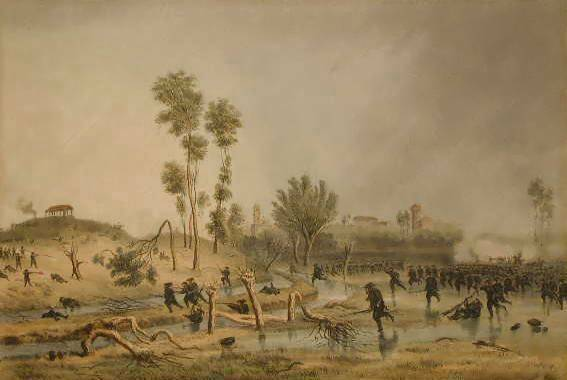
Operações da 4ª Divisão sardo-piemontesa na Batalha de Palestro

Na manhã de 30 de maio, os italianos cruzaram o rio Sesia e, depois de uma difícil batalha, tomaram Palestro, Confienza e Vinzaglio. No dia seguinte, para testar a verdadeira intenção do inimigo, o marechal de campo Fredrick Zobel recebeu ordens para atacar Palestro com suas duas divisões de infantaria.
A 4ª Divisão do General Cialdini estava posicionada entre Palestro e a estrada que conduzia a Robbio: o 10º regimento de infantaria piemontês cobria o flanco esquerdo, o 9º regimento defendia Cascina San pietro, e o 3º regimento de zuavos cobria o flanco direito, na grande ilha de Sesietta. O Rei da Sardenha, Vittorio Emanuele II também estava em Palestro, assistiu da torre da igreja de Palestro, a primeira parte da batalha.
Os Austríacos atacaram a primeira linha de frente de Palestro apenas para serem repelidos de volta a Robbio, mas Cascina San Pietro também estava sob ataques pesados dos camisas brancas vindos de Rosacco. Vendo seus homens em dificuldades, Vittorio Emanuele no comando dos zuavos Franceses atacou os austríacos com fúria, mandando-os de volta à Ponte Brida, onde muitos deles se afogaram nas águas geladas do rio.
O ataque sobre Confienza, executado pela 1ª divisão Piemontesa, também foi repelido, terminando o dia, e a batalha. Os aliados sofreram 600 baixas, contra cerca de 1500 baixas austríacas. Na mesma noite, uma delegação do regimento zuavo, nomeou Vittorio Emanuele com a patente de integrante dos zuavos pela bravura que ele demonstrou na batalha.

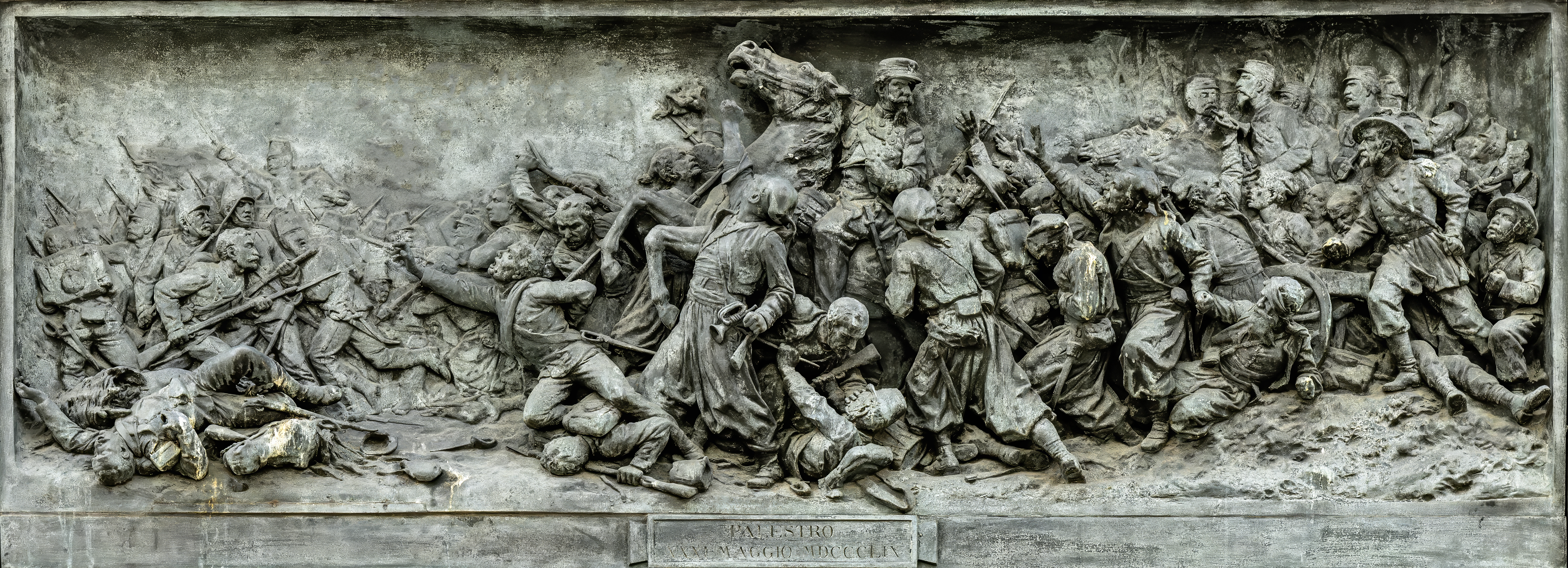
Battaglia di Palestro de Ettore Ferrari em Veneza